# Ируаз
Ируа́з (Ируа́зское море, Ируа́, фр. L'Iroise, la mer d'Iroise [i.ʁwɑz], [i.ʁwa], брет. an Hirwazh, Kanol Iz) — одно из открытых морей Атлантического океана, расположенное между островами Сен и Уэсан, вдоль побережья Бретани. Море Ируаз граничит с Кельтским морем на севере и на западе, и с Бискайским заливом на юге.
Море Ируаз является одним из самых опасных морей в Европе; зимой здесь часто бывают сильные штормы.
Также море известно своим биологическим разнообразием, поэтому в 1988 году оно было включено во Всемирную сеть биосферных резерватов ЮНЕСКО, а в 2007 году здесь был создан первый во Франции морской заповедник.

## Этимология
В 1693 году название было зафиксировано в морском атласе «Neptune francois» как le passage de l’Yroise (пролив Ируаз). Карты XVIII века помещали пролив Ируаз к северо-западу от мыса Сен-Матьё и южнее Уэсана и островов Молен. Тогда же, в XVIII веке, появилось написание Iroise. С XIX века морем Ируаз стали называть всю часть океана у западного побережья Бретани, между островами Уэссан и Сен, хотя позже некоторые источники называли морем Ируаз более обширный район, включающий часть Кельтского моря. Название «море Ируаз» стало широко использоваться в 1970-е во время промышленной разведки морского дна и было зафиксировано на официальных картах военными моряками в Бресте.
Смысл слова Iroise неясен; есть несколько теорий, которые предполагают, что это слово произошло:
- от старофранцузского слова iroise (ирландский), для обозначения маршрута из Франции в Ирландию[5];
- от предположительно существовавшего старофранцузского прилагательного iroise (сердитый), для обозначения бурного моря (иногда на английский название моря переводится как Angry Sea — Злое море)[7];
- от бретонского hirgwaz (hir — длинный и gwaz — поток, канал)[5];
- от бретонского ervoas — глубоко, для обозначения глубокого Атлантического океана, в отличие от мелкого Ла-Манша[8].

Начиная с 1990-х в Финистере стало популярным называть словом «Ируаз» местные предприятия и организации. В 1994 году был открыт мост Пон-де-л'Ируаз

## Особенности моря

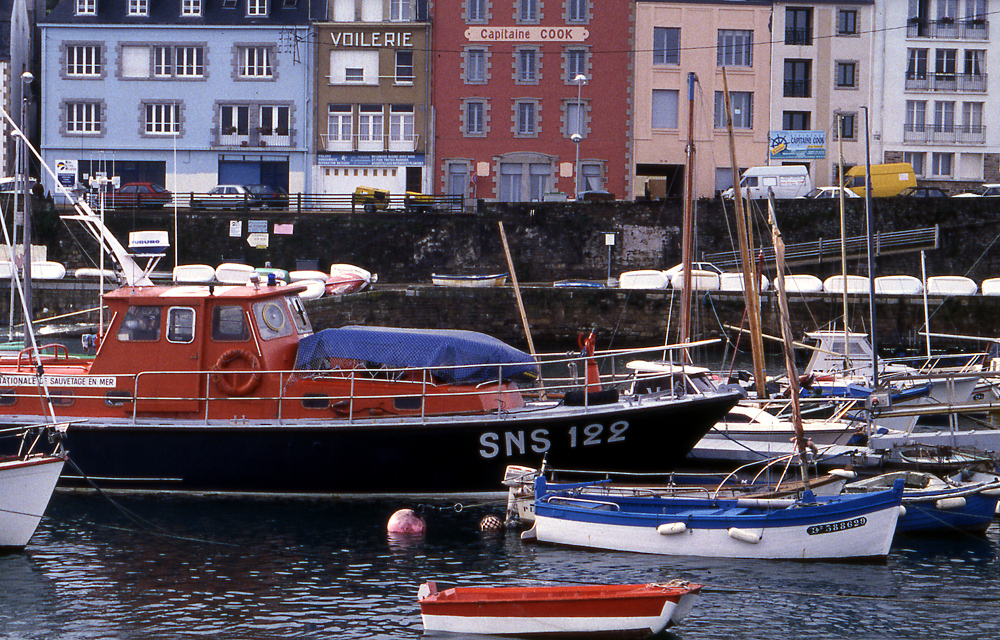
Спасательное судно в порту Дуарнене

Значительные различия в глубине моря и соседнего Ла-Манша приводят к тому, что через море Ируаз текут сильные течения. Прилив в Ла-Манше приводит к возникновению сильных северо-восточных течений, обратных во время отлива. Течения могут достигать особенно высоких скоростей в таких узких местах, как Раз-де-Сен или Гуле-де-Брест.
Береговая линия состоит из разнообразных пляжей, скалистых утёсов, песчаных дюн, бухт и небольших островов.
Море Ируаз всегда было довольно опасно для судоходства. Во многих местных легендах описываются разнообразные трагедии на море (местная пословица гласит: «Кто видит остров Молен — видит свой приговор, кто видит Уэссан — видит свою кровь, кто видит Сен — видит свой конец»). Поэтому на побережье было построено множество маяков: только на острове Уэссан их целых пять.
Из-за опасных условий в море, высокой плотности грузоперевозок и ряда кораблекрушений в последние годы, французские власти создали систему специальных поисково-спасательных операций, а также оснастили некоторые порты большим количеством спасательных шлюпок.

## Деятельность человека
Море Ируаз используется для различных видов деятельности человека. Французский флот присутствует здесь с 1631 года, когда Брест стал военно-морской базой. Сейчас море является центром подводной деятельности, связанной с базой атомных подводных лодок на полуострове Иль-Лонг в Брестском заливе. Нередко здесь можно увидеть, как подводная лодка с ядерным вооружением на борту идёт в сопровождении флотилии судов и вертолётов.
Множество грузовых судов, туристических лайнеров и других кораблей проходит по морю Ируаз в обе стороны.
Важной областью деятельности человека в море Ируаз остаётся рыболовство, хотя и в меньшей степени, чем в прошлом. Рыбаки ловят здесь крабов, сардины и морских чертей.
Это популярный район для парусного спорта и прогулочного судоходства, особенно в менее открытых и более безопасных участках вдоль побережья. Дайвинг также становится всё более популярным, особенно с учётом того, что на дне моря расположено немало затонувших судов и захватывающих подводных видов. Некоторые дайверы устраивают здесь подводную охоту. Для туристов, желающих увидеть подводный мир, работают несколько судов со стеклянным дном.
В море Ируаз есть много мест для сёрфинга, виндсёрфинга, кайтсёрфинга и катания на каноэ.

## Морской парк
Несмотря на несколько случаев крупных разливов нефти и некоторого истощения рыбных запасов, море Ируаз по-прежнему богато флорой и фауной. Здесь обитают морские окуни, дельфины, тюлени, морские выдры, омары, а также, время от времени, луна-рыбы, гигантские акулы и даже киты. Есть также много разновидностей морских птиц, включая бакланов, кайр и цапель.
Море признано самой богатой средой для водорослей в Европе: здесь растёт около 300 видов. Их обилие позволяет ежегодно вырубать десятки тысяч тонн водорослей для потребностей пищевой, химической и косметической промышленности. Некоторые водоросли также собирают вручную на прибрежной полосе.
В 2007 году, после пятнадцати лет дебатов и дискуссий, французские власти создали здесь первый морской парк страны: «Природный морской парк Ируаз». Он был создан для повышения знаний о морской среде, защиты растений и животных и развития морской деятельности. В 2012 году парк был расширен и переименован в «Биосферный заповедник Острова и море Ируаз».